# 물라와흐
물라와흐(아랍어: ملوح) 또는 쿠브즈 물라와흐(아랍어: خبز ملوح)는 예멘에서 납작빵을 일컫는 말이다. 보통 라슈시(아랍어: رشوش)라 불리는 탄두르빵을 일컫는다.

## 이름
아랍어 "쿠브즈(خبز ملوح)"는 "빵"이라는 뜻이다. 이름이 비슷한 소말리아의 말라와흐나 이스라엘의 예멘 유대인식 말라와흐는 라슈시가 아닌 다른 예멘식 납작빵이 전해져 발전한 것이다.

## 사진

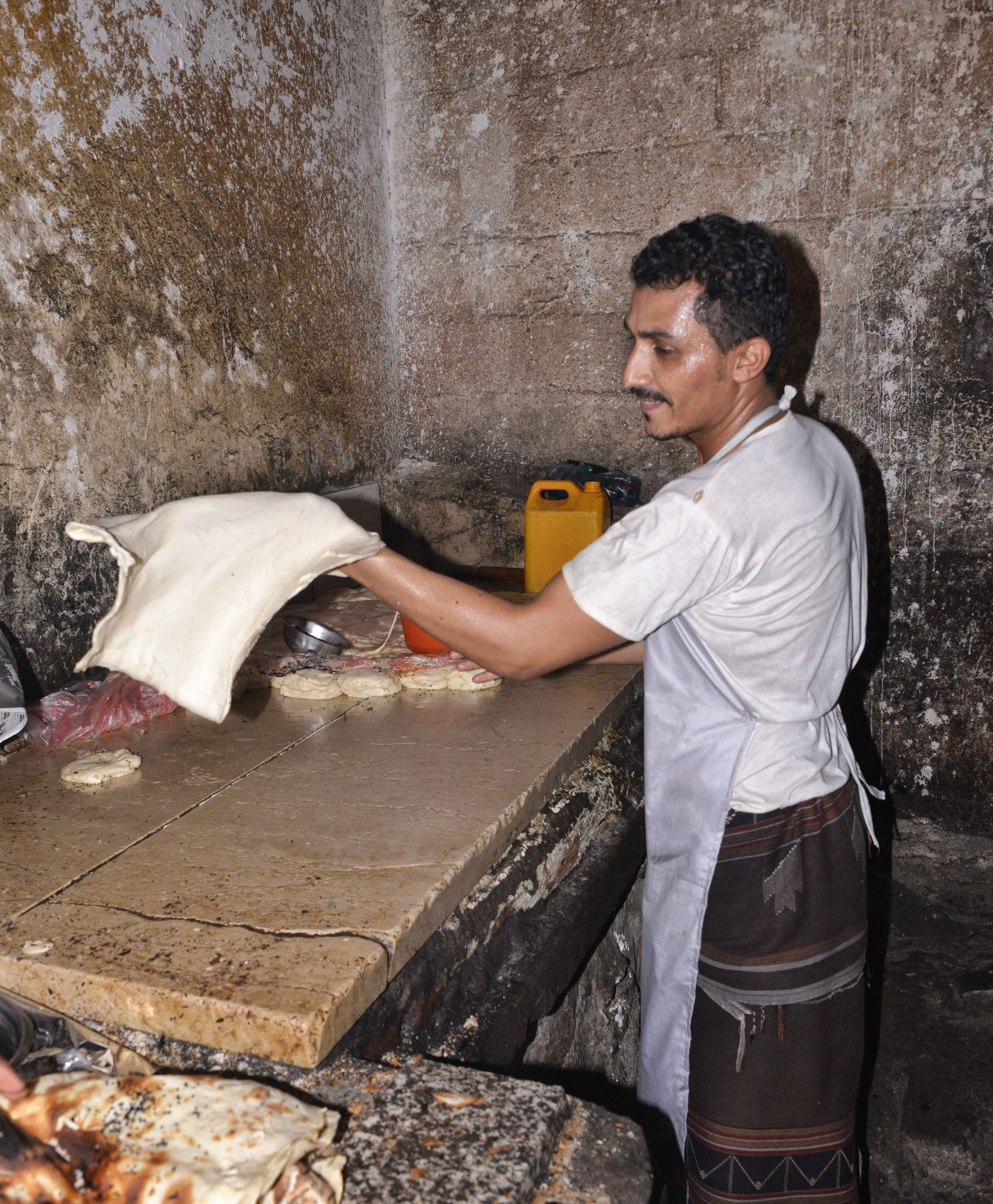
물라와흐 만들기
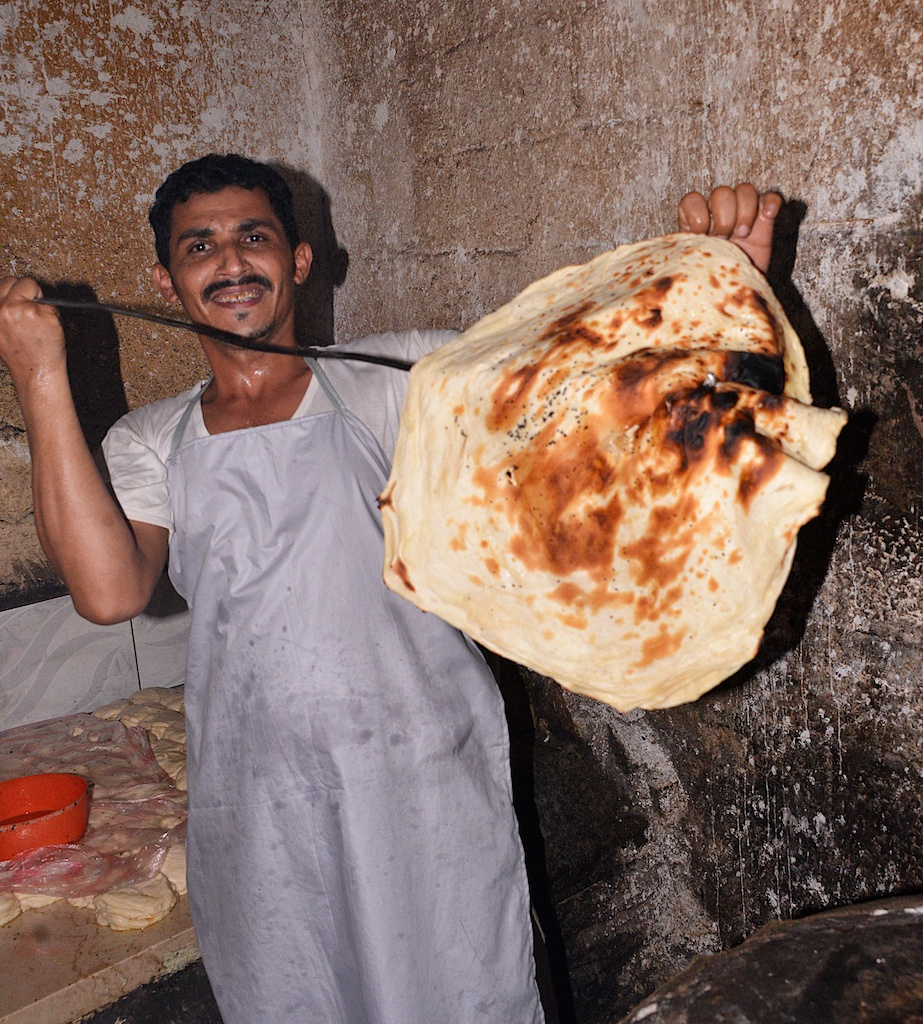
물라와흐 만들기

## 같이 보기
- 라후흐